# Lyfjaberg (singolo)
(Wardruna)
Lyfjaberg è un singolo del gruppo musicale norvegese Wardruna, pubblicato il 5 giugno 2020. Il singolo ha anticipato l'album Kvitravn pubblicato il 22 gennaio 2021.

## Descrizione
Lyfjaberg nella mitologia norrena indica la "montagna della guarigione".
Il singolo sarà pubblicato, oltre che nel formato digitale, come vinile bianco 12" in edizione limitata.

## Video musicale
In concomitanza con la pubblicazione del singolo, sul canale YouTube e Vimeo del gruppo, è stato diffuso il video musicale del brano. Le immagini sono state riprese nei primi giorni di maggio 2020 principalmente sui monti norvegesi dell'isola di Tustna durante tre giorni di abbondanti nevicate. Il video è stato realizzato in collaborazione con Ragnarok Film.

## Tracce
1. Lyfjaberg – 8:27

## Formazione
- Einar "Kvitrafn" Selvik – voce, polistrumentista
- Lindy Fay Hella – voce